# دين بلاكويل
دين بلاكويل (بالإنجليزية: Dean Blackwell)‏ (5 ديسمبر 1969 في المملكة المتحدة - ) هو لاعب كرة قدم بريطاني في مركز الدفاع. شارك مع منتخب إنجلترا تحت 21 سنة لكرة القدم. أما مع النوادي، فقد لعب مع برايتون أند هوف ألبيون ونادي بليموث أرجايل ونادي ويمبلدون.

## وصلات خارجية
- دين بلاكويل على موقع قاعدة بيانات كرة القدم.إي يو (الإنجليزية)
- دين بلاكويل على موقع Soccerbase.com (لاعب) (الإنجليزية)
- دين بلاكويل على موقع عالم كرة القدم.نت (الإنجليزية)